# Volta a Àustria
La Volta a Àustria (en alemany: Österreich Rundfahrt) és una competició ciclista que es disputa anualment a Àustria des del 1949. Fins al 1995 la cursa fou sols per a ciclistes amateurs, però a partir de 1996 s'obrí als professionals. A partir del 2005 s'integrà al calendari UCI ProTour i la data va passar al mes de juliol. Anteriorment es disputava al juny i servia per a preparar el Tour de França.

## Palmarès
| Any                    | Vencedor                    | Segon                     | Tercer                |         |
| ---------------------- | --------------------------- | ------------------------- | --------------------- | ------- |
| edicions amateurs      |                             |                           |                       |         |
| 1947                   | Robert Renoncé              | Roger Ilitch              | Rudi Valenta          |         |
| 1948                   | Raymond Colliot             | Hans Goldschmid           | Roger Dagorn          |         |
| 1949                   | Richard Menapace            | Franz Deutsch             | Lucien Fixot          |         |
| 1950                   | Richard Menapace            | André Hoffmann            | Kurt Schneider        |         |
| 1951                   | Franz Deutsch               | Josef Hammerl             | Charly Gaul           |         |
| 1952                   | Franz Deutsch               | Charly Gaul               | Franz Reitz           |         |
| 1953                   | François Gelhausen          | Jean-Pierre Schmitz       | Adolf Christian       |         |
| 1954                   | Adolf Christian             | Walter Müller             | André Messelis        |         |
| 1955                   | Lasse Nordvall              | Adolf Christian           | Franz Deutsch         |         |
| 1956                   | Roland Ströhm               | Eduard Ignatovicz         | Gunnar Göransson      |         |
| 1957                   | Gunnar Göransson            | Richard Durlacher         | Stefan Mascha         |         |
| 1958                   | Richard Durlacher           | Kurt Schweiger            | Stefan Mascha         |         |
| 1959                   | Stefan Mascha               | Constant Goossens         | Herbert Kaupe         |         |
| 1960                   | René Lotz                   | Felix Damm                | Fritz Inthaler        |         |
| 1961                   | Stefan Mascha               | Martin Van Den Bossche    | Walter Müller         |         |
| 1962                   | Walter Müller               | Adolf Christian           | Gustav-Adolf Schur    |         |
| 1963                   | Jan Pieterse                | Felix Damm                | Arie den Hartog       |         |
| 1964                   | Edy Schutz                  | Johny Schleck             | Christian Frisch      |         |
| 1965                   | Hans Furian                 | Józef Beker               | Ryszard Zapała        |         |
| 1966                   | Hans Furian                 | Rolf Eberl                | Hans Königshofer      |         |
| 1967                   | Marinus Wagtmans            | Rudi Valenčič             | Fedor den Hertog      |         |
| 1968                   | Jan Krekels                 | Georg Postl               | Czesław Polewiak      |         |
| 1969                   | Matthijs de Koning          | Wolfgang Steinmayr        | Joop Zoetemelk        |         |
| 1970                   | Rudolf Mitteregger          | Hans Oberndorfer          | Hans Königshofer      |         |
| 1971                   | Roman Humenberger           | Rudolf Mitteregger        | Wolfgang Steinmayr    |         |
| 1972                   | Wolfgang Steinmayr          | Rudolf Mitteregger        | Claudio Morelli       |         |
| 1973                   | Wolfgang Steinmayr          | Vladislav Nelyubin        | Rudolf Mitteregger    |         |
| 1974                   | Rudolf Mitteregger          | Yuri Lavyrushkin          | Sigi Denk             |         |
| 1975                   | Wolfgang Steinmayr          | Rudolf Mitteregger        | Roman Humenberger     |         |
| 1976                   | Wolfgang Steinmayr          | Luca Olivetto             | Roman Humenberger     |         |
| 1977                   | Rudolf Mitteregger          | Jiří Konečný              | Svatopluk Henke       |         |
| 1978                   | Jostein Wilmann             | Stefan Mutter             | Erich Jagsch          |         |
| 1979                   | Herbert Spindler            | Rudolf Mitteregger        | Tadeusz Wojtas        |         |
| 1980                   | Geir Digerud                | Morten Sæther             | Johann Traxler        |         |
| 1981                   | Gerhard Zadrobilek          | Mieczysław Korycki        | Harald Maier          |         |
| 1982                   | Helmut Wechselberger        | Andrzej Mierzejewski      | Libor Matejka         |         |
| 1983                   | Kurt Zellhofer              | Helmut Wechselberger      | Lubomir Burda         |         |
| 1984                   | Stefan Maurer               | Aleksandr Krasnov         | Lubomir Burda         |         |
| 1985                   | Olaf Jentzsch               | Libor Matejka             | Primož Čerin          |         |
| 1986                   | Helmut Wechselberger        | Richard Trinkler          | Libor Matejka         |         |
| 1987                   | Dmitri Konyschew            | Helmut Wechselberger      | Sergei Uslamin        |         |
| 1988                   | Dietmar Hauer               | Gerd Audehm               | Stephan Gottschling   |         |
| 1989                   | Valter Bonča                | Peter Lammer              | Arne Aadnøy           |         |
| 1990                   | Dietmar Hauer               | Roman Kreuziger           | Stephan Gottschling   |         |
| 1991                   | Roman Kreuziger             | Luis Espinosa             | Lars Kristian Johnsen |         |
| 1992                   | Valter Bonča                | Peter Luttenberger        | Dietmar Hauer         |         |
| 1993                   | Georg Totschnig             | Roland Meier              | Roman Kreuziger       |         |
| 1994                   | Harald Morscher             | Koos Moerenhout           | Lars Kristian Johnsen |         |
| 1995                   | Steffen Kjærgaard           | František Trkal           | Glenn D'Hollander     |         |
| edicions professionals |                             |                           |                       |         |
| 1996                   | Frank Vandenbroucke         | Luc Roosen                | Franco Ballerini      |         |
| 1997                   | Daniele Nardello            | Frank Vandenbroucke       | Oscar Camenzind       |         |
| 1998                   | Beat Zberg                  | Philipp Buschor           | Matteo Tosatto        |         |
| 1999                   | Maurizio Vandelli           | Georg Totschnig           | Branko Filip          |         |
| 2000                   | Georg Totschnig             | Hannes Hempel             | Maurizio Vandelli     |         |
| 2001                   | Cadel Evans                 | Hans-Peter Obwaller       | Paolo Tiralongo       |         |
| 2002                   | Gerrit Glomser              | Hans-Peter Obwaller       | Franco Ballerini      |         |
| 2003                   | Gerrit Glomser              | Jure Golčer               | Hans-Peter Obwaller   |         |
| 2004                   | Cadel Evans                 | Michele Scarponi          | Maurizio Vandelli     |         |
| 2005                   | Juan Miguel Mercado Martín  | Johann Tschopp            | Gerhard Trampusch     |         |
| 2006                   | Tom Danielson               | Ruslan Pidgorni           | Christian Pfannberger |         |
| 2007                   | Stijn Devolder              | Thomas Rohregger          | Jure Golčer           |         |
| 2008                   | Thomas Rohregger            | Vladímir Gússev           | Ruslan Pidgorni       |         |
| 2009                   | Michael Albasini            | Ruslan Pidgorni           | Branislau Samòilau    |         |
| 2010                   | Riccardo Riccò              | Sergio Pardilla Bellón    | Emanuele Sella        |         |
| 2011                   | Fredrik Kessiakoff          | Leopold König             | Carlos Sastre Candil  |         |
| 2012                   | Jakob Fuglsang              | Steve Morabito            | Robert Vrečer         |         |
| 2013                   | Riccardo Zoidl              | Aleksandr Diatxenko       | Kevin Seeldraeyers    |         |
| 2014                   | Peter Kennaugh              | Javier Moreno Bazán       | Damiano Caruso        |         |
| 2015                   | Víctor de la Parte González | Ben Hermans               | Jan Hirt              |         |
| 2016                   | Jan Hirt                    | Guillaume Martin          | Patrick Schelling     |         |
| 2017                   | Delio Fernández Cruz        | Miguel Ángel López Moreno | Felix Großschartner   |         |
| 2018                   | Ben Hermans                 | Hermann Pernsteiner       | Dario Cataldo         |         |
| 2019                   | Ben Hermans                 | Eduardo Sepúlveda         | Stefan de Bod         |         |
| 2021                   | suspesa                     | suspesa                   | suspesa               | suspesa |
| 2023                   | Jhonatan Narváez Prado      | Jason Osborne             | David Peña            |         |
| 2024                   | Diego Ulissi                | Brandon Rivera            | Magnus Sheffield      |         |
| 2025                   |                             |                           |                       |         |

Nota: L'edició 2006, inicialment fou guanyada per Tom Danielson, però fou desposseït d'aquesta victòria l'11 d'octubre de 2012 després d'haver confessat el dopatge en el cas US Postal-Armstrong. També fou desposseït Stefan Denifl de la seva victòria de 2017 per dopatge.